# Алоей (сын Посейдона)
Алое́й (или Алоэй др.-греч. Ἀλωεύς) — в древнегреческой мифологии, сын Посейдона и Канаки. Основал город Ал в Этолии.
Жена Ифимедея (дочь Триопа), дочь Панкратида. Жена его имела от самого Посейдона двух сыновей, Ота и Эфиальта, называемых Алоадами и отличавшихся необычайным ростом и силой. В некоторых областях Греции почитался как божество обмолоченного зерна.